# エジプト行進曲
『エジプト行進曲』（エジプトこうしんきょく、ドイツ語: Egyptischer-Marsch）作品335は、ヨハン・シュトラウス2世が作曲した行進曲。

## 解説

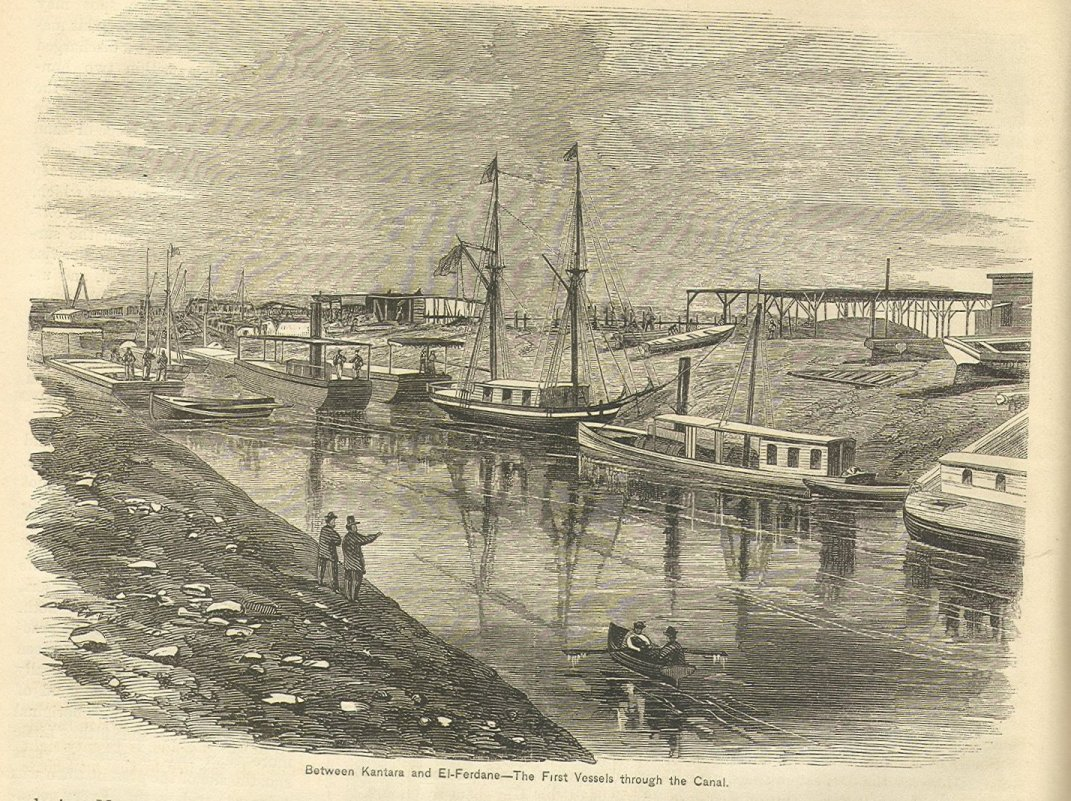
開通直後のスエズ運河

1869年の夏、ヨハン・シュトラウス2世は弟のヨーゼフ・シュトラウスとともにロシアに赴いた。そして7月6日にパヴロフスクでこの曲を初演したが、当時の題名はコーカサス地方の少数民族チェルケス人の名を冠した『チェルケス行進曲』というものだった。ウィーンでも同じ題名で出版準備が進められたが、間もなくエジプトで大きな出来事があった。同年11月17日、オーストリア＝ハンガリー皇帝フランツ・ヨーゼフ1世を初めとする各国の元首が集まってスエズ運河開通祝典が行われたのである。
スエズ運河開通を記念として建築されたカイロの歌劇場のこけら落としに、ジュゼッペ・ヴェルディがオペラ『アイーダ』を作曲したことは有名であるが（結局間に合わなかったため、代わりとして『リゴレット』を上演した）、他にも、サン＝サーンスが吹奏楽のための作品である『東洋と西洋』を作曲するなど、この出来事はヨーロッパの人々を刺激し、東方への興味を掻き立てた。こうした雰囲気の中で、シュトラウス2世もスエズ運河開通にちなんで『チェルケス行進曲』を『エジプト行進曲』と改題し、バーデン大公フリードリヒ1世に献呈した。
ピアノ初版譜の表紙には、ピラミッドおよびエジプト副王イスマーイール・パシャのパレードが描かれている。なお、弟のヨーゼフもスエズ運河開通を記念して『ナイルの流れ』（作品275）という新作ワルツを翌1870年1月に披露している。